# Danmarks håndboldlandshold (herrer)
|  | Denne artikel omhandler Danmarks herrehåndboldlandshold, se også Danmarks håndboldlandshold (damer). |
 Danmarks håndboldlandshold repræsenterer Danmark i internationale herre-håndboldturneringer. Holdet er organiseret under DanskHåndbold og holdets træner er Nikolaj Jacobsen (2017-). Holdet har siden 2010'erne været blandt de dominerende i verden med blandt andet to olympiske mesterskaber (2016, 2024), fire verdensmesterskaber (2019, 2021, 2023, 2025) og to europamesterskaber (2008, 2012).
I 1960'erne-1980'erne deltog holdet i alle på nær et af de afholdte olympiske mesterskaber, verdensmesterskaber og europamesterskaber, hvor det blev til en VM-sølv-medalje i 1967 som bedste resultat. I 2002 vandt holdet sin første medalje (EM-bronze) siden 1967 under ledelse af Torben Winther. Dette markerede en vending for landsholdet som i de næste par år vandt flere EM-bronzemedaljer med kulminationen i 2008, hvor landsholdet, under ledelse af Ulrik Wilbek, vandt sin første guldmedalje nogensinde ved EM i 2008. I den næste årrække lå landsholdet konsekvent i top tre ved både EM- og VM-slutrunderne med endnu et EM-guld i 2012, og i 2016 vandt landsholdet for første gang i historien olympisk guld under ledelse af Guðmundur Guðmundsson. I 2017 overtog Nikolaj Jacobsen jobbet som landstræner, og i 2019 blev landsholdet for første gang nogensinde verdensmestre. Landsholdet har siden forsvaret samme titel ved VM 2021 i Egypten, VM 2023 i Sverige og senest ved VM 2025 i Danmark/Kroatien/Norge, hvorved det danske herrelandshold blev det første hold til at have vundet fire verdensmesterskaber i træk, og holdet har samtidig rekorden for flest ubesejrede kampe i træk (36 ubesejrede VM-kampe siden 2017). Landsholdet vandt i 2024 OL-guld for anden gang og er regerende olympiske- og verdensmestre i håndbold. 

## Historie

### Tidlig historie: 1938-2002
Fra det første VM i 1938 til 1986 Danmark hvert år blandt de otte bedste lande.
Det danske herrelandshold spillede sin første internationale landskamp den 20. august 1934. Kampen var en udendørskamp i København, hvor Danmark tabte (5-16) til Tyskland. Den første indendørskamp var den 8. marts 1935 hvor Danmark tabte (12-18) til Sverige.
Danmark havde en stor succes i 1960'erne, hvor holdet nåede til finalen i VM 1967, men endte med at tabe til Tjekkoslovakiet. Ved de efterfølgende fire VM slutrunder (1970, 1974, 1978, 1982) kom holdet i tre semifinaler, det blev dog kun til fjerdepladser.
I 1990'erne var der flere VM slutrunder holdet ikke kvalificerede sig til og de slutrunder holdet kvalificerede sig til, medførte ikke gode resultater. Samme billede var ved de i 1994 indførte EM. OL kvalificerede holdet sig ikke til i perioden fra 1988-2004. Holdet stod i denne periode i skyggen af Danmarks succesrige damelandshold.

### Ny æra fra 2002
I 2000 blev Torben Winther landstræner. Herefter vandt Danmark i 2002 sin første medalje siden 1967, en EM-bronzemedalje. I 2004 gentog landsholdet og Torben Winther EM-bedriften. Men året efter skuffede holdet fælt ved VM, idet holdet blev nummer 13.
Torben Winther blev fyret og erstattet af Ulrik Wilbek, der var vant til ædelmetaller som træner for damelandsholdet i 1990'erne. Ulrik Wilbek byggede straks videre på den succesrige stime af medaljer fra EM i 2002 og 2004 – i 2006 blev det til endnu en EM-bronzemedalje.

#### VM 2007
I 2007 deltog Danmark i VM i Tyskland, hvor holdet spillede i Gruppe E mod Angola, Ungarn og Norge.
Danmark blev nummer to i gruppen efter at have besejret Angola og Norge. I hovedrunden spillede holdet mod Kroatien, Tjekkiet, Rusland, Ungarn og de forsvarende mestre Spanien.
På trods af et indledende nederlag mod Kroatien, avancerede holdet ved at besejre de tre sidste modstandere. I kvartfinalen besejrede det Island med en smal margin på 42-41. I semifinalen tabte Danmark til Polen efter to gange forlænget spilletid med 36-33. Holdet endte dermed i en bronzekamp mod Frankrig som de vandt med 34-27, og dermed kom det på en tredjeplads.
Danmarks stregspiller Michael V. Knudsen var med på All Star-holdet under turneringen.

#### EM 2008
Da der året efter skulle være EM i Norge meldte Ulrik Wilbek ud fra starten, at Danmark gik efter guldet, fordi man var træt af at få bronze. Holdet tabte dog den første kamp mod værtsnationen med 27-26. For at komme i semifinalen var 5 sejre derfor et krav. Danmark startede fint med sejre over Montenegro og Rusland og kom således videre til mellemrunden. I mellemrunden blev det til storsejre over Kroatien og Polen og også en sejr over Slovenien. Danmark kom dermed i semifinalen, hvor de regerende verdensmestre Tyskland ventede. Det blev et drama, som Danmark vandt på et straffekastmål af Lars Christiansen 3 sekunder før tid. I finalen ventede Kroatien, der havde besejret de regerende europamestre Frankrig i semifinalen. Efter en dårlig start, hvor Danmark var bagud 4-0, kom holdet dog igen, og til sidst kunne Danmark med en 24-20-sejr fejre sit første slutrunde-guld.

#### VM 2011
I januar-februar 2011 blev der afholdt VM for herrer håndbold i Sverige. Med 9 vundne kampe kom Danmarks herrelandshold i VM-finalen mod Frankrig. Få sekunder inden kampens afslutning scorede Bo Spellerberg og udlignede til 31-31. I overtiden vandt Frankrig dog med 37-35. Danmark endte på 2.-pladsen og vandt dermed sølv.

#### EM 2012
Danmark deltog i EM 2012 som en af favoritterne til at vinde turneringen. I den indledende gruppe tabte Danmark imidlertid til både Serbien og Polen. Det endte med, at holdet kom videre til mellemrunden med nul point, eftersom det kun vandt over Slovakiet. Det betød, at Danmark skulle vinde alle sine kampe i mellemrunden for at komme i semifinalen. Samtidig skulle de andre resultater i gruppen flaske sig til holdets fordel. På mirakuløs vis skete dette. I den sidste kamp, inden Danmarks selv skulle afgøre videre deltagelse, lå holdets skæbne i hænderne på Polen, der skulle vinde over Tyskland, for at Danmark kunne blive i turneringen. Efter en hård og tæt kamp mellem disse to nationer vandt Polen med 33-32. Det betød, at Danmark med en sejr over Sverige i den sidste mellemrundekamp ville kvalificere sig til semifinalen. Danmark vandt klart over Sverige med resultatet 31-24 og var dermed i semifinalen.
Som ved VM 2011 mødte Danmark Spanien i semifinalen, og Danmark vandt igen – denne gang med 25-24. I den anden semifinale vandt Serbien over Kroatien med 26-22. I en kamp med få mål vandt Danmark sit andet europamesterskab efter sejr over de serbiske værter med 21-19. På vejen hertil blev Danmark det første hold (på både mændenes og kvindernes side), der har formået at vinde et internationalt mesterskab, eller bare at komme videre til semifinalen, efter at have fået nul point med i mellemrunden.

#### VM 2013
Under VM 2013 vandt Spanien over Danmark i finalen med 35-19.

#### OL Rio 2016: Olympisk guld for første gang
Gennem landsholdets femte plads ved VM i 2015, skulle Danmark ud i en OL-kvalifikationsturnering, hvor Danmark kom i gruppe med Kroatien, Norge og Bahrain. Med sejre over Kroatien og Bahrain og én uafgjort mod Norge, endte Danmark i toppen af gruppen med 5 point og var, sammen med Kroatien, officielt kvalificeret til OL i Rio i 2016. Guðmundur Guðmundsson offentliggjorde den 14-mand store OL-trup i midten af juli 2016, som deltog i en testkamp mod Brasilien forud for OL den 16. juli 2016 i Sydbank Arena, Kolding, som endte uafgjort. Forud for deltagelsen i OL var forhåbningerne for dansk guld store. Danmark endte herefter i gruppe A sammen med Kroatien, Frankrig, Qatar, Argentina og Tunesien og landsholdet havde sin åbningskamp mod Argentina den 7. august 2016 i Future Arena i Rio de Janeiro. Landsholdets indledende gruppespil forløb med sejre over Argentina, Tunesien og Qatar, og to tabte kampe mod Kroatien og Frankrig, og Danmark endte som nummer tre i gruppen og avancerede til kvartfinalerne. Efter en overlegen sejr over Slovenien (37-30) var Danmark for første gang siden OL i 1984 videre til semifinalerne. Danmark mødte Polen den 19. august 2016 i en yderst tæt OL-semifinale, som endte uafgjort efter ordinær spilletid, da Polen udlignede til 25-25 med kun tre sekunder igen. Landsholdet og Polen kom ud i forlænget spilletid, hvor Danmark efter en kneben sejr på 29-28 for første gang i historien skulle spille OL-finale.  Danmark mødte de regerende olympiske mestre, Frankrig, i en tæt OL-finale den 21. august 2016 i Future Arena i Rio de Janeiro, hvor Danmark med en sejr på 28-26 for første gang nogensinde vandt olympisk guld i håndbold. Mikkel Hansen blev udnævnt som turneringens MVP (most valuable player, red.) og var med en målscorer på 54 mål den anden mest scorende spiller. Mikkel Hansen blev derudover udnævnt til OL-turneringens All Star Teams venstre back sammen med Niklas Landin (målmand) og Lasse Svan (højre back), og sammenholdt med Hansens MVP-rolle, var halvdelen af rollerne på All Star Teamet dansk besatte.
I november 2016 annoncerede Guðmundur Guðmundsson at han ville stoppe som landstræner, når hans planlagte kontrakt med Dansk Håndbold Forbund (DHF) udløb i sommeren 2017. DHF annoncerede i december 2016, at tidligere landsholdsspiller og daværende Rhein-Neckar Löwen-træner, Nikolaj Jacobsen ville overtage rollen som landstræner for herrelandsholdet.
Den 7. januar 2017 vandt herrelandsholdet B.T. Guld-prisen ved et prisuddelingshow i Jyske Bank Boxen i Herning. Landsholdet var blandt 10 nominerede, som efter en afstemning blandt øvrige sportskollegaer, blev tildelt prisen og 25.000 kr. for at ære deres præstation ved OL i Rio i 2016.

#### VM 2017: Dårligste slutrunderesultat i 12 år
Fra den 5.-8. januar 2017 deltog 19 udtagede landsholdsspillere i træningssamling, hvor de under opvarmningsturneringen Golden League Bygma Cup, mødte Ungarn, Egypten og Island, som alle kampe endte med danske sejre. Den 9. januar 2017 offentliggjorde Guðmundur Guðmundsson den 16 mands store trup, der skulle til VM i Frankrig, hvor Niclas Kirkeløkke var eneste slutrundedebutant. Danmark endte i gruppe D med Sverige, Egypten, Qatar, Argentina og Bahrain, og landsholdet havde deres indledende kamp mod Argentina den 13. januar 2017, som endte 33-22 til Danmark. Landsholdet vandt alle kampe i den indledende gruppe og endte dermed på førstepladsen i gruppen med 10 point. Efter OL-triumfen var forventningerne høje til landsholdet, og skuffelsen var derfor endnu større, da Danmark i ottendedelsfinalen mod Ungarn den 22. januar 2017 i Albertville tabte 25-27 i en kamp, hvor Danmark aldrig var foran. Landsholdets præstation blev hårdt kritiseret og den tidlige exit markerede det dårligste danske resultat ved en VM-slutrunde siden 2005, hvor Danmark ikke kom videre fra det indledende gruppespil. Efter landsholdets OL-triumf i Rio et halvt år tidligere var Danmark ikke engang blandt de otte bedste hold i verden.

### 2017-nu: Nikolaj Jacobsen som træner

#### Guldmedaljer ved VM og sølvmedaljer ved OL og EM
Den 6. marts 2017 annoncerede DHF, at Nikolaj Jacobsen med øjeblikkelig virkning ville indtræde som ny landstræner for herrelandsholdet efter at Guðmundur Guðmundsson og DHF havde valgt at afbryde deres samarbejde fire måneder før tid. Jacobsen var på tidspunktet for indsættelsen også træner for det tyske Rhein-Neckar Löwen, som han havde kontrakt med frem til 1. juli 2019. DHF besluttede herefter at droppe deres princip om, at landstrænere ikke måtte træne klubhold samtidig, og Jacobsen dobbeltjobbede som landstræner- og klubtræner i to sæsoner. Jacobsen tiltrådte sin stilling som landstræner på en fireårig-kontrakt frem til 2021 med Henrik Kronborg som assistenttræner. Jacobsen havde sin debut som landstræner den 4. maj 2017, da Danmark mødte Ungarn i én ud af to EM-kvalifikationskampe i henholdsvis Papp Laszlo SportArena i Budapest og igen den 7. maj i Ceres Arena, Aarhus. Kampene endte hhv. uafgjort (25-25) og med en dansk sejr (35-27). Med sejre over Holland og Letland i juni 2017 endte Danmark øverst i kvalifikationsgruppen med 11 point, og landsholdet var kvalificeret til EM i 2018 i Kroatien.
Efterfølgende har herrelandsholdet vundet guld ved VM 2019 i Danmark/Tyskland, VM 2021 i Egypten og VM 2023 i Sverige/Polen. Ved VM 2019 vandt Danmark i finalen over Norge med 31-22, ved VM 2021 vandt Danmark finalen over Sverige med 26-24, mens danskerne vandt finalen ved VM 2023 med 34-29 over Frankrig.
Herudover har det danske herrelandshold vundet sølv ved OL i 2020 i Japan (afholdt i 2021), bronze ved EM 2022 i Ungarn og sølv ved EM 2024.
Ved OL 2021 tabte Danmark i finalen til Frankrig med 25-23. Ved EM 2022 vandt Danmark bronzekampen over Frankrig med 35-32, efter kampen var kommet ud i forlænget spilletid ved uafgjort 29-29. Ved EM 2024 tabte Danmark imidlertid i finalen til Frankrig med 33-31, efter kampen var kommet ud i forlænget spilletid ved uafgjort 27-27.
I maj 2021 annoncerede DHF at Jacobsen havde forlænget sin kontrakt frem til VM i januar 2025. I april 2023 blev det annonceret at Jacobsen havde forlænget sin kontrakt med DHF frem til og med sommeren 2030.

#### OL Paris 2024: Olympisk guld for anden gang
Den 24.- 28. juni 2024 mødte 20 landsholdsspillere ind til samling og OL-forberedelse i Faaborg. Den 3. juli offentliggjorde Jacobsen sin endelige OL-trup, som bestod af 14 spillere og 3 reserver. Mikkel Hansen og Niklas Landin, der begge forinden havde annonceret, at denne slutrunde ville blive deres sidste, var også inkluderet i truppen, mens Thomas Arnoldsen blev udtaget som slutrundedebutant. Det udtagne hold indledte efterfølgende en træningssamling 8. juli og frem til 20. juli i Helsingør. Mads Hoxer måtte udgå fra truppen 9. juli efter at have pådraget sig en ankelskade, og Hans Lindberg blev indkaldt som erstatning. I løbet af træningssamlingen spillede Danmark to testkampe mod Argentina i Royal Stage i Hillerød, den 16. og 18. juli. Begge kampe endte med dansk sejr (34-24, 34-20).
Danmark blev i april 2024 udtrukket i gruppe B sammen med Norge, Sverige, Ungarn, Egypten, Argentina og værtslandet, Frankrig. Danmark spillede sin første kamp ved de Olympiske Lege i Paris den 27. juli i South Paris Arena 6 mod netop Frankrig, en kamp, som endte med en overlegen dansk sejr mod de regerende olympiske mestre på 37-29. Landsholdet mødte efterfølgende Egypten, Argentina, Ungarn og Norge, som alle endte med danske sejre, og Danmark forlod gruppespillet som eneste hold i turneringen, der gik ubesejret videre til kvartfinalen. Danmark mødte Sverige i kvartfinalen den 7. august i Pierre Mauroy Stadium i Lille, som efter en intens kamp endte snævert 32-31 til Danmark. Landsholdet mødte efterfølgende Slovenien i semifinalen, hvor Danmark i størstedelen af kampen havde overtaget, men mod slutningen endte tæt med cifrene 30-31 til Danmark, og Danmark var for tredje OL i træk videre til finalen. Danmark mødte Tyskland i OL-finalen den 11. august 2024, hvor Danmark efter ordinær spilletid leverede en suveræn sejr på 39-26 og vandt OL-guld for anden gang i dansk håndboldhistorie. Med en målforskel på 13 mål i slutresultatet overgik Danmark den tidligere rekord fra OL i 1988, hvor Sovjetunionen slog Sydkorea med seks måls forskel (32-25), ligesom at det danske landshold sammen med Sovjetunionen blev det eneste hold til at have scoret over 30 mål i finalekampen. Mathias Gidsel blev turneringens topscorer med 62 mål og overgik Mikkel Hansens tidligere rekord på 61 mål ved OL i 2021, idet han i tre kampe scorede et tocifrede antal mål, inklusiv ved kampen mod Argentina, hvor han scorede 13 mål. Gidsel blev, af IHF, ligeledes udpeget som turneringens MVP (Most Valuable Player, red.), samme titel han modtog ved det forrige OL i 2021. Niklas Landin (målmand), Lukas Jørgensen (stregspiller) og Simon Pytlick (venstre back) blev udpeget til turneringens All Star Team, og sammenholdt med Gidsels MVP-rolle, udgjorde danskerne halvdelen af de i alt otte pladser på OLs All Star team i håndbold. Den 30. oktober 2024 annoncerede Association of National Olympic Committees (ANOC) at herrelandsholdet havde vundet prisen som "Best Male Team of Paris 2024" (red. "Bedste mandlige hold under Paris 2024"). Prisen blev uddelt ved The ANOC Awards i Cascais, Portugal og Hans Lindberg tog imod prisen på landsholdets vegne.

#### EHF Euro Cup
I slutningen af oktober 2024 annoncerede Nikolaj Jacobsen sin første trup efter OL-triumfen i forbindelse med to EHF Euro Cup-kampe mod Norge og Sverige henholdsvis den 6. og 10. november 2024. I truppen var der to debutanter; Frederik Bo Andersen og Frederik Ladefoged. På dagen for Danmarks kamp mod Norge offentliggjorde Jacobsen ligeledes at Magnus Saugstrup (efter Niklas Landins afgang) var blevet forfremmet til anfører for landsholdet med Simon Pytlick som ny viceanfører. Danmark vandt begge kampe; mod Norge i Jyske Bank Boxen (32-27) og mod Sverige i SAAB Arena i Linköping (33-29).

#### VM 2025 - Historiske verdensmestre for fjerde gang
Nicolaj Jacobsen offentliggjorde i november 2024 den 35 mand store bruttotrup, som skulle til forberedelse til VM i håndbold i 2025. Den 18. december 2024 annoncerede Jacobsen sin 18 mand store trup, som var blevet udtaget til VM, hvor Emil Bergholt var eneste slutrundedebutant og som for første gang siden 2008 hverken havde Mikkel Hansen eller Niklas Landin som en del af truppen. Landsholdet spillede to testkampe mod Bahrain i Royal Arena den 9. og 10. januar 2025, som begge endte med dansk sejre (33-17 og 39-20). Verdensmesterskaberne i håndbold i 2025 blev afholdt i Danmark, Norge og Kroatien, hvor de danske indledende kampe og mellemrunden blev spillet i Jyske Bank Boxen i Herning. Danmark indledte turneringen mod Algeriet den 14. januar 2025, som endte med en overlegen sejr på 47-22. Landsholdet mødte efterfølgende Tunesien (32-21) og Italien (39-20) i det indledende gruppespil, og efter tre sejre var Danmark videre til mellemrunden. Danmarks første kamp i mellemrunden blev en gentagelse af OL-finalen i Paris et halvt år tidligere, mod Tyskland. Kampen endte 40-30 til Danmark. Landsholdet mødte efterfølgende Schweiz (39-28) og Tjekkiet (28-22), og gik ubesejret videre til kvartfinalerne i Norge. Landsholdet mødte i Unity Arena i Oslo, Brasilien, som for første gang nogensinde var nået til VM-kvartfinalerne, men som blev besejret efter en overlegen dansk sejr på 33-21. Danmark mødte Portugal i VM-semifinalen (Portugals første nogensinde) og efter endnu en overlegen dansk sejr på 40-27 var landsholdet i VM-finalen for fjerde gang i træk. Den 2. februar 2025 mødte Danmark Kroatien i VM-finalen, og til trods for at kampen i store dele var lige, løb Danmark til slut Kroatien over ende og endte med en sejr på 32-26 og Danmark blev som den første nation i håndboldhistorien verdensmestre for fjerde gang i træk. Den vundne kamp markerede det danske landsholds sejrstribe med 37 ubesejrede VM-kampe i træk og kampen satte rekord med det største antal publikummer ved en håndboldkamp i Norge med 13.384 tilskuere. Mathias Gidsel blev udnævnt til turneringens MVP for andet VM i træk (også i 2023) og turneringens topscorer for andet VM i træk (også i 2023) med 74 mål. Målmand Emil Nielsen blev med en topplacering på 43% i redningsprocent (125 redninger af 294 skud) og venstre back Simon Pytlick udtaget til turneringens All Star Team. Om mandagen den 3. februar 2025 blev landsholdet modtaget i Kastrup Lufthavn og efterfølgende kørt til Rådhuspladsen i København, hvor de blev hyldet for deres historiske præstation af bl.a. Kong Frederik og Københavns overborgmester, Lars Weiss (S).

## Holdet

### Aktuel trup
Følgende spillere blev udtaget til EHF EURO Cups to danske kampe mod Frankrig den 12. og 15. marts 2025.
Oversigten er opdateret til og med 24. februar 2025
| Nr. | Pos. | Navn              | Fødselsdato (alder)             | Højde  | Landskampe | Mål | Klub                   |
| --- | ---- | ----------------- | ------------------------------- | ------ | ---------- | --- | ---------------------- |
| 12  | MM   | Emil Nielsen      | 10. marts 1997 (alder 28 år)    | 1,95 m | 63         | 6   | FC Barcelona           |
| 20  | MM   | Kevin Møller      | 20. juni 1989 (alder 36 år)     | 2,00 m | 89         | 7   | SG Flensburg-Handewitt |
| 7   | VF   | Emil Jakobsen     | 24. januar 1998 (alder 27 år)   | 1,90 m | 93         | 317 | SG Flensburg-Handewitt |
| 4   | VF   | Magnus Landin     | 20. august 1995 (alder 30 år)   | 1,97 m | 156        | 286 | THW Kiel               |
| 3   | HF   | Niclas Kirkeløkke | 26. marts 1994 (alder 31 år)    | 1,95 m | 102        | 198 | SG Flensburg-Handewitt |
| 26  | HF   | Johan Hansen      | 1. maj 1994 (alder 31 år)       | 1,90 m | 104        | 190 | SG Flensburg-Handewitt |
| 15  | ST   | Magnus Saugstrup  | 12. juli 1996 (alder 29 år)     | 1,95 m | 103        | 204 | SC Magdeburg           |
| 17  | ST   | Lukas Jørgensen   | 31. marts 1999 (alder 26 år)    | 1,93 m | 54         | 151 | SG Flensburg-Handewitt |
| 33  | ST   | Emil Bergholt     | 25. august 1997 (alder 28 år)   | 1,90 m | 16         | 11  | Skjern Håndbold        |
| 22  | PL   | Mads Mensah       | 12. august 1991 (alder 34 år)   | 1,91 m | 210        | 331 | SG Flensburg-Handewitt |
| 43  | PL   | Simon Pytlick     | 11. december 2000 (alder 25 år) | 1,93 m | 57         | 259 | SG Flensburg-Handewitt |
| 29  | VB   | Aaron Mensing     | 11. november 1997 (alder 28 år) | 1,99 m | 24         | 53  | MT Melsungen           |
| 19  | HB   | Mathias Gidsel    | 8. februar 1999 (alder 26 år)   | 1,90 m | 90         | 541 | Füchse Berlin          |
| 45  | HB   | Emil Madsen       | 1. januar 2001 (alder 24 år)    | 1,94 m | 27         | 53  | THW Kiel               |
| 21  | VB   | Henrik Møllgaard  | 2. januar 1985 (alder 40 år)    | 1,96 m | 229        | 182 | Aalborg Håndbold       |
| 28  | VB   | Lasse Andersson   | 11. februar 1994 (alder 31 år)  | 1,90 m | 81         | 109 | Füchse Berlin          |
| 32  | VB   | Jacob Holm        | 5. september 1995 (alder 30 år) | 1,95 m | 85         | 215 | PSG                    |

### Trænerstab
| Rolle                    | Navn                    |
| ------------------------ | ----------------------- |
| Landstræner              | Nikolaj Jacobsen        |
| Assistenttræner          | Henrik Kronborg         |
| Holdleder                | Keld Vilhelmsen         |
| Målvogtertræner          | Michael Bruun           |
| Læge                     | Morten Storgaard        |
| Kropsterapeut (Body SDS) | Kristoffer Glavind Kjær |
| Fysioterapeut            | Anja David Greve        |

### Statistik

#### Flest landskampe
Oversigten er opdateret til og med 3. februar 2025
Spillere skrevet med fed er stadige aktive på landsholdet
| Rangering | Navn                 | Position | Kampe | Mål  | Periode   |
| --------- | -------------------- | -------- | ----- | ---- | --------- |
| 1         | Lars Christiansen    | VF       | 338   | 1503 | 1992–2012 |
| 2         | Hans Lindberg        | HF       | 308   | 809  | 2003–nu   |
| 3         | Niklas Landin        | MM       | 283   | 13   | 2008-2024 |
| 4         | Mikkel Hansen        | VB       | 276   | 1387 | 2007-2024 |
| 5         | Lasse Svan           | VF       | 246   | 572  | 2003-2022 |
| 6         | Bo Spellerberg       | VB       | 245   | 332  | 2000-2015 |
| 7         | Michael V. Knudsen   | ST       | 244   | 797  | 1999-2014 |
| 8         | Michael Fenger       | VF       | 234   | 541  | 1982–1993 |
| 9         | Erik Veje Rasmussen  |          | 233   | 1015 | 1980-1993 |
| 10        | Henrik Møllgaard     | VB       | 229   | 182  | 2006–     |
| 11        | Jesper Nøddesbo      | PL       | 223   | 450  | 2001-2017 |
| 12        | Kasper Hvidt         | MM       | 219   | 1    | 1996–2010 |
| 13        | Mads Mensah Larsen   | PL       | 210   | 331  | 2011–     |
| 14        | Anders Dahl-Nielsen  | PL       | 209   | 610  | 1973–1984 |
| 15        | Kasper Nielsen       | VB       | 191   | 289  | 1995–2012 |
| 16        | Joachim Boldsen      | PL       | 186   | 405  | 1998–2008 |
| 17        | Morten Bjerre        | VB       | 185   | 432  | 1992–2005 |
| 18        | Kasper Søndergaard   | VB       | 184   | 395  | 2004–2017 |
| 19        | Rasmus Lauge Schmidt | PL       | 182   | 463  | 2010–     |
| 20        | Anders Eggert        | VF       | 160   | 581  | 2003–2021 |

#### Flest mål
Oversigten er opdateret til og med 3. februar 2025
Spillere skrevet med fed er stadige aktive på landsholdet
| Rangering | Navn                    | Position | Mål  | Kampe | Gennemsnit (antal mål pr. kamp) | Periode   |
| --------- | ----------------------- | -------- | ---- | ----- | ------------------------------- | --------- |
| 1         | Lars Christiansen       | VF       | 1503 | 338   | 4,44                            | 1992–2012 |
| 2         | Mikkel Hansen           | VB       | 1387 | 276   | 5,02                            | 2007-2024 |
| 3         | Erik Veje Rasmussen     |          | 1015 | 233   | 4,35                            | 1980-1993 |
| 4         | Hans Lindberg           | HF       | 809  | 308   | 2,62                            | 2003–nu   |
| 5         | Michael V. Knudsen      | ST       | 797  | 244   | 3,26                            | 1999-2014 |
| 6         | Anders Dahl-Nielsen     |          | 610  | 209   | 2,91                            | 1973-1984 |
| 7         | Christian Hjermind      |          | 595  | 170   | 3,5                             | 1994-2005 |
| 8         | Nikolaj Jacobsen        | VF       | 584  | 148   | 3,7                             | 1993-2003 |
| 9         | Anders Eggert           | VF       | 581  | 160   | 3,63                            | 2003-2017 |
| 10        | Lasse Svan              | HF       | 572  | 246   | 2,3                             | 2003-2022 |
| 11        | Mathias Gidsel          | HB       | 541  | 80    | 6,4                             | 2020–     |
| 12        | Michael Fenger          | VF       | 541  | 234   | 2,31                            | 1982–1993 |
| 13        | Søren Stryger           | HF       | 482  | 151   | 3,19                            | 1998-2007 |
| 14        | Rasmus Lauge Schmidt    | PL       | 463  | 182   | 2,5                             | 2010–     |
| 15        | Jesper Nøddesbo         | PL       | 450  | 223   | 2,02                            | 2001–2017 |
| 16        | Morten Stig Christensen | VB       | 445  | 190   | 2,34                            | 1976-1988 |
| 17        | Klavs Bruun Jørgensen   | HB       | 440  | 185   | 2,37                            | 1994-2009 |
| 18        | Morten Bjerre           | HB       | 432  | 185   | 2,34                            | 1992–2005 |
| 19        | Lasse Boesen            | VB       | 406  | 159   | 2,55                            | 2000–2012 |
| 20        | Joachim Boldsen         | PL       | 405  | 186   | 2,18                            | 1998–2008 |

#### Flest mål i en kamp
Oversigten er opdateret til og med 3. februar 2025
Spillere skrevet med fed er stadige aktive på landsholdet
| Nr. | Navn                 | Position | Mål | Kamp                                       | Dato               |
| --- | -------------------- | -------- | --- | ------------------------------------------ | ------------------ |
| 1   | Nikolaj Jacobsen     | VF       | 15  | Grækenland-Danmark (VM-kvalifikationskamp) | 27. september 1998 |
| 2   | Flemming Hansen      | VF       | 14  | Danmark-Finland (Liga-kamp)                | 28. november 1971  |
| 2   | Lars Christiansen    | VF       | 14  | Danmark-Grækenland (VM-kvalifikationskamp) | 23. september 1998 |
| 2   | Lars Christiansen    | VF       | 14  | -                                          | -                  |
| 2   | Mikkel Hansen        | VB       | 14  | Danmark-Norge (VM-gruppekamp)              | 17. januar 2019    |
| 2   | Lars Rasmussen       |          | 14  | -                                          | -                  |
| 3   | Mathias Gidsel       | HB       | 13  | Danmark-Argentina (OL-gruppekamp)          | 31. juli 2024      |
| 3   | Rasmus Lauge Schmidt | PL       | 13  | Danmark-Island (Golden League-kamp)        | 7. april 2018      |
| 3   | Lasse Svan           | HF       | 13  | Danmark-Slovenien (OL-kvalifikationskamp)  | 30. januar 2015    |

## Landstrænere
Siden 1938 har der været 18 trænere for herre-landsholdet (pr. 1. juli 2024). Aksel Pedersen var Danmarks første landstræner; han havde ansvaret for herrelandsholdet gennem 23 år (i perioden 1938-1961).
Oversigten er opdateret til og med 21. marts 2025
| Landsstræner          | Fra           | Til           | Oversigt | Oversigt | Oversigt | Oversigt | Oversigt          | Største bedrifter |
| Landsstræner          | Fra           | Til           | K        | V        | U        | T        | Vindingsprocent % | Største bedrifter |
| --------------------- | ------------- | ------------- | -------- | -------- | -------- | -------- | ----------------- | --- |
| Aksel Pedersen        | 1938          | 1961          | 130      | 53       | 3        | 74       | 40,77             | |
| Henry Larsen          | 1961          | 1962          | 22       | 10       | 1        | 11       | 45,45             | |
| Steen Waage Petersen  | 1962          | 1964          | 19       | 7        | 3        | 9        | 36,84             | |
| Gunnar Black Petersen | 1964          | 1966          | 25       | 12       | 4        | 9        | 48,00             | |
| Bent Jakobsen         | 1966          | 1970          | 70       | 27       | 6        | 37       | 38,57             | VM i 1967 — 2. pladsen |
| Knud Knudsen          | 1970          | 1970          | 17       | 6        | 3        | 8        | 35,29             | |
| John Bjørklund        | 1971          | 1972          | 22       | 8        | 2        | 12       | 36,36             | |
| Jørgen Gaarskjær      | 1972          | 1976          | 90       | 32       | 8        | 50       | 35,56             | |
| Leif Chr. Mikkelsen   | 1976          | 1987          | 281      | 125      | 21       | 135      | 44,48             | |
| Anders Dahl-Nielsen   | 1987          | 1992          | 133      | 64       | 17       | 52       | 48,12             | |
| Ole Andersen          | 1992          | 1993          | 28       | 18       | 2        | 8        | 64,29             | |
| Ulf Schefvert         | 1993          | 1997          | 125      | 59       | 13       | 53       | 47,20             | |
| Keld Nielsen          | 1997          | 1999          | 34       | 20       | 3        | 11       | 58,82             | |
| Leif Chr. Mikkelsen   | 1999          | 2000          | 26       | 14       | 2        | 10       | 53,85             | |
| Torben Winther        | 1. marts 2000 | 31. maj 2005  | 137      | 86       | 8        | 43       | 62,77             | EM i 2002 — 3. pladsen · EM i 2004 — 3. pladsen |
| Ulrik Wilbek          | 1. juni 2005  | 30. juni 2014 | 228      | 155      | 14       | 59       | 67,98             | EM i 2006 — 3. pladsen · EM i 2007 — 3. pladsen · EM i 2008 — Europamestre · VM i 2011 — 2. pladsen · EM i 2012 — Europamestre · VM i 2013 — 2. pladsen · EM i 2014 — 2. pladsen ·                                      |
| Guðmundur Guðmundsson | 1. juli 2014  | 5. marts 2017 | 67       | 51       | 6        | 10       | 76,12             | OL i 2016 — Olympiske mestre |
| Nikolaj Jacobsen      | 6. marts 2017 |               | 154      | 126      | 6        | 22       | 81,82             | VM i 2019 — Verdensmestre · OL i 2021 — 2. pladsen · VM i 2021 — Verdensmestre · EM i 2022 — 3. pladsen · VM i 2023 — Verdensmestre · EM i 2024 — 2. pladsen · OL i 2024 — Olympiske mestre · VM i 2025 — Verdensmestre |
| Total                 | Total         | Total         | 1.608    | 873      | 122      | 613      | 54,29             | |

## Medaljeoversigt
| Competition           | 1 | 2. plads, sølvmedaljemodtager(e) | 3 | Total |
| --------------------- | - | -------------------------------- | - | ----- |
| De Olympiske Lege     | 2 | 1                                | 0 | 3     |
| Verdensmesterskaberne | 4 | 3                                | 1 | 8     |
| Europamesterskaberne  | 2 | 2                                | 4 | 8     |
| Total                 | 8 | 6                                | 5 | 19    |

## Turneringsoversigt
Mestre       2. pladsen       3. pladsen       4. pladsen  
*Rød ramme indikerer at turneringen blev afholdt på national hjemmebane.

### De Olympiske lege
Det danske landshold deltog ikke i legene ved OL 1936 i Berlin, mens de tabte i en testkamp mod Sverige i forbindelse med OL i 1952.
| År                             | Placering                | Overordnet placering | K                 | V                 | U                 | T                 | MÅ+               | MÅ-               | MF                |
| ------------------------------ | ------------------------ | -------------------- | ----------------- | ----------------- | ----------------- | ----------------- | ----------------- | ----------------- | ----------------- |
| 1936 Berlin                    | Deltog ikke              | Deltog ikke          | Deltog ikke       | Deltog ikke       | Deltog ikke       | Deltog ikke       | Deltog ikke       | Deltog ikke       | Deltog ikke       |
| Ikke afholdt fra 1948 til 1968 |                          |                      |                   |                   |                   |                   |                   |                   |                   |
| 1972 München                   | Spillede om 13. pladsen  | 13. ud af 16         | 5                 | 2                 | 1                 | 2                 | 78                | 78                | 0                 |
| 1976 Montreal                  | Spillede om 7. pladsen   | 8. ud af 11          | 5                 | 2                 | 0                 | 3                 | 113               | 127               | −14               |
| 1980 Moskva                    | Spillede om 9. pladsen   | 9. ud af 12          | 6                 | 2                 | 0                 | 4                 | 124               | 124               | 0                 |
| 1984 Los Angeles               | 4. pladsen               | 4. ud af 12          | 6                 | 4                 | 0                 | 2                 | 134               | 122               | +12               |
| 1988 Seoul                     | Ikke kvalificeret        | Ikke kvalificeret    | Ikke kvalificeret | Ikke kvalificeret | Ikke kvalificeret | Ikke kvalificeret | Ikke kvalificeret | Ikke kvalificeret | Ikke kvalificeret |
| 1992 Barcelona                 | Ikke kvalificeret        | Ikke kvalificeret    | Ikke kvalificeret | Ikke kvalificeret | Ikke kvalificeret | Ikke kvalificeret | Ikke kvalificeret | Ikke kvalificeret | Ikke kvalificeret |
| 1996 Atlanta                   | Ikke kvalificeret        | Ikke kvalificeret    | Ikke kvalificeret | Ikke kvalificeret | Ikke kvalificeret | Ikke kvalificeret | Ikke kvalificeret | Ikke kvalificeret | Ikke kvalificeret |
| 2000 Sydney                    | Ikke kvalificeret        | Ikke kvalificeret    | Ikke kvalificeret | Ikke kvalificeret | Ikke kvalificeret | Ikke kvalificeret | Ikke kvalificeret | Ikke kvalificeret | Ikke kvalificeret |
| 2004 Athen                     | Ikke kvalificeret        | Ikke kvalificeret    | Ikke kvalificeret | Ikke kvalificeret | Ikke kvalificeret | Ikke kvalificeret | Ikke kvalificeret | Ikke kvalificeret | Ikke kvalificeret |
| 2008 Beijing                   | Spillede om 7. pladsen   | 7. ud af 12          | 8                 | 3                 | 2                 | 3                 | 225               | 211               | +14               |
| 2012 London                    | Kvartfinale              | 6. ud af 12          | 6                 | 4                 | 0                 | 2                 | 146               | 153               | −7                |
| 2016 Rio de Janeiro            | Olympiske mestre         | 1. ud af 12          | 8                 | 6                 | 0                 | 2                 | 230               | 211               | +19               |
| 2020 Tokyo                     | Andenpladsen             | 2. ud af 12          | 8                 | 6                 | 0                 | 2                 | 255               | 212               | +33               |
| 2024 Paris                     | Olympiske mestre         | 1. ud af 12          | 8                 | 8                 | 0                 | 0                 | 267               | 220               | +47               |
| 2028 Los Angeles               | Afventes                 | Afventes             | Afventes          | Afventes          | Afventes          | Afventes          | Afventes          | Afventes          | Afventes          |
| 2032 Brisbane                  | Afventes                 | Afventes             | Afventes          | Afventes          | Afventes          | Afventes          | Afventes          | Afventes          | Afventes          |
| I alt                          | Deltaget i 9 ud af 15 OL | 2 titler             | 60                | 37                | 3                 | 20                | 1572              | 1458              | +114              |

### Verdensmesterskaberne
| År    | Placering                      | Rangering                      | K                              | V                              | U                              | T                              | MÅ+                            | MÅ-                            | MF                             |
| ----- | ------------------------------ | ------------------------------ | ------------------------------ | ------------------------------ | ------------------------------ | ------------------------------ | ------------------------------ | ------------------------------ | ------------------------------ |
| 1938  | Semi-finale                    | 4                              | 3                              | 0                              | 0                              | 3                              | 6                              | 20                             | -14                            |
| 1954  | Femteplads                     | 5                              | 3                              | 1                              | 0                              | 2                              | 44                             | 45                             | -1                             |
| 1958  | Semi-finale                    | 4                              | 6                              | 4                              | 0                              | 2                              | 121                            | 86                             | 35                             |
| 1961  | Femteplads                     | 5                              | 6                              | 4                              | 0                              | 2                              | 92                             | 78                             | 14                             |
| 1964  | Syvendeplads                   | 7                              | 6                              | 3                              | 0                              | 3                              | 105                            | 96                             | 9                              |
| 1967  | Andenpladsen                   | 2                              | 6                              | 4                              | 0                              | 2                              | 92                             | 77                             | 15                             |
| 1970  | Bronzekamp                     | 4                              | 6                              | 3                              | 0                              | 3                              | 103                            | 116                            | -13                            |
| 1974  | Mellemrunde                    | 8                              | 6                              | 2                              | 0                              | 4                              | 63                             | 78                             | -15                            |
| 1978  | Bronzekamp                     | 4                              | 6                              | 4                              | 1                              | 1                              | 114                            | 101                            | 13                             |
| 1982  | Bronzekamp                     | 4                              | 7                              | 4                              | 1                              | 2                              | 150                            | 143                            | 13                             |
| 1986  | Mellemrunde                    | 8                              | 7                              | 3                              | 0                              | 4                              | 152                            | 160                            | -8                             |
| 1990  | Ikke kvalificeret              | Ikke kvalificeret              | Ikke kvalificeret              | Ikke kvalificeret              | Ikke kvalificeret              | Ikke kvalificeret              | Ikke kvalificeret              | Ikke kvalificeret              | Ikke kvalificeret              |
| 1993  | Mellemrunde                    | 9                              | 7                              | 2                              | 2                              | 3                              | 145                            | 156                            | -11                            |
| 1995  | Indledende gruppespil          | 17                             | 5                              | 2                              | 0                              | 3                              | 126                            | 117                            | 9                              |
| 1997  | Ikke kvalificeret              | Ikke kvalificeret              | Ikke kvalificeret              | Ikke kvalificeret              | Ikke kvalificeret              | Ikke kvalificeret              | Ikke kvalificeret              | Ikke kvalificeret              | Ikke kvalificeret              |
| 1999  | Mellemrunde                    | 9                              | 6                              | 4                              | 0                              | 2                              | 141                            | 140                            | 1                              |
| 2001  | Ikke kvalificeret              | Ikke kvalificeret              | Ikke kvalificeret              | Ikke kvalificeret              | Ikke kvalificeret              | Ikke kvalificeret              | Ikke kvalificeret              | Ikke kvalificeret              | Ikke kvalificeret              |
| 2003  | Mellemrunde                    | 9                              | 7                              | 4                              | 0                              | 3                              | 201                            | 193                            | 8                              |
| 2005  | Indledende gruppespil          | 13                             | 5                              | 3                              | 0                              | 2                              | 174                            | 117                            | 57                             |
| 2007  | Bronzekamp                     | 3                              | 10                             | 7                              | 0                              | 3                              | 316                            | 283                            | 33                             |
| 2009  | Bronzekamp                     | 4                              | 10                             | 7                              | 0                              | 3                              | 298                            | 258                            | 40                             |
| 2011  | Andenpladsen                   | 2                              | 10                             | 9                              | 0                              | 1                              | 334                            | 256                            | 78                             |
| 2013  | Andenpladsen                   | 2                              | 9                              | 8                              | 0                              | 1                              | 291                            | 244                            | 47                             |
| 2015  | Kvartfinale                    | 5                              | 9                              | 6                              | 2                              | 1                              | 272                            | 234                            | 38                             |
| 2017  | Mellemrunde                    | 10                             | 6                              | 5                              | 0                              | 1                              | 182                            | 157                            | 25                             |
| 2019  | Verdensmestre                  | 1                              | 10                             | 10                             | 0                              | 0                              | 317                            | 223                            | 94                             |
| 2021  | Verdensmestre                  | 1                              | 9                              | 8                              | 1                              | 0                              | 304                            | 227                            | 77                             |
| 2023  | Verdensmestre                  | 1                              | 9                              | 8                              | 1                              | 0                              | 308                            | 226                            | 82                             |
| 2025  | Verdensmestre                  | 1                              | 9                              | 9                              | 0                              | 0                              | 330                            | 217                            | 113                            |
| 2027  | Kvalificeret                   | Kvalificeret                   | Kvalificeret                   | Kvalificeret                   | Kvalificeret                   | Kvalificeret                   | Kvalificeret                   | Kvalificeret                   | Kvalificeret                   |
| 2029  | Afventes                       | Afventes                       | Afventes                       | Afventes                       | Afventes                       | Afventes                       | Afventes                       | Afventes                       | Afventes                       |
| 2031  | Kvalificeret som med-værtsland | Kvalificeret som med-værtsland | Kvalificeret som med-værtsland | Kvalificeret som med-værtsland | Kvalificeret som med-værtsland | Kvalificeret som med-værtsland | Kvalificeret som med-værtsland | Kvalificeret som med-værtsland | Kvalificeret som med-værtsland |
| I alt | Deltaget i 26 ud af 30 VM      | 4 titler                       | 183                            | 124                            | 8                              | 51                             | 4796                           | 4049                           | 751                            |

### Europamesterskaberne
| År    | Placering                      | Rangering                      | K                              | V                              | U                              | T                              | MÅ+                            | MÅ-                            | MF                             |
| ----- | ------------------------------ | ------------------------------ | ------------------------------ | ------------------------------ | ------------------------------ | ------------------------------ | ------------------------------ | ------------------------------ | ------------------------------ |
| 1994  | Fjerdepladsen                  | 4                              | 7                              | 3                              | 1                              | 3                              | 150                            | 152                            | -2                             |
| 1996  | Indledende gruppespil          | 12                             | 6                              | 0                              | 0                              | 6                              | 132                            | 158                            | -26                            |
| 1998  | Ikke kvalificeret              | Ikke kvalificeret              | Ikke kvalificeret              | Ikke kvalificeret              | Ikke kvalificeret              | Ikke kvalificeret              | Ikke kvalificeret              | Ikke kvalificeret              | Ikke kvalificeret              |
| 2000  | Gruppespil                     | 10                             | 6                              | 2                              | 0                              | 4                              | 143                            | 153                            | -10                            |
| 2002  | Bronzekamp                     | 3                              | 8                              | 6                              | 1                              | 1                              | 212                            | 189                            | +23                            |
| 2004  | Bronzekamp                     | 3                              | 8                              | 6                              | 0                              | 2                              | 240                            | 206                            | +34                            |
| 2006  | Bronzekamp                     | 3                              | 8                              | 5                              | 1                              | 2                              | 253                            | 233                            | +20                            |
| 2008  | Europamestre                   | 1                              | 8                              | 7                              | 0                              | 1                              | 233                            | 193                            | +40                            |
| 2010  | Kvartfinale                    | 5                              | 7                              | 5                              | 0                              | 2                              | 198                            | 184                            | +14                            |
| 2012  | Europamestre                   | 1                              | 8                              | 6                              | 0                              | 2                              | 216                            | 201                            | +15                            |
| 2014  | Andenpladsen                   | 2                              | 8                              | 7                              | 0                              | 1                              | 247                            | 222                            | +25                            |
| 2016  | Kvartfinale                    | 6                              | 7                              | 4                              | 1                              | 2                              | 195                            | 180                            | +15                            |
| 2018  | Bronzekamp                     | 4                              | 8                              | 5                              | 0                              | 3                              | 235                            | 215                            | +20                            |
| 2020  | Indledende gruppespil          | 13                             | 3                              | 1                              | 1                              | 1                              | 85                             | 83                             | +2                             |
| 2022  | Bronzekamp                     | 3                              | 9                              | 7                              | 0                              | 2                              | 274                            | 228                            | +46                            |
| 2024  | Andenpladsen                   | 2                              | 9                              | 7                              | 0                              | 2                              | 281                            | 233                            | +48                            |
| 2026  | Kvalificeret som med-værtsland | Kvalificeret som med-værtsland | Kvalificeret som med-værtsland | Kvalificeret som med-værtsland | Kvalificeret som med-værtsland | Kvalificeret som med-værtsland | Kvalificeret som med-værtsland | Kvalificeret som med-værtsland | Kvalificeret som med-værtsland |
| 2028  | Afventes                       | Afventes                       | Afventes                       | Afventes                       | Afventes                       | Afventes                       | Afventes                       | Afventes                       | Afventes                       |
| I alt | Deltaget i 15 ud af 16 EM      | 2 titler                       | 110                            | 71                             | 5                              | 34                             | 3094                           | 2830                           | +264                           |

## Trøje- og hovedsponsor
| Hovedsponsor | Trøjesponsor | Buksesponsor | Hotelsponsor   |
| ------------ | ------------ | ------------ | -------------- |
| Norlys       | Puma SE      | Lidl         | Scandic Hotels |

## Hæder
Som hold har herrelandsholdet i håndbold modtaget følgende priser:
| År   | Pris                           | Uddeler                                               | Begrundelse                                                                                   | Kilder  |
| ---- | ------------------------------ | ----------------------------------------------------- | --------------------------------------------------------------------------------------------- | ------- |
| 2008 | Årets Sportsnavn               | Jyllands-Posten og Danmarks Idrætsforbund             | For at have vundet EM-guld for første gang                                                    | [ 99 ]  |
| 2009 | Årets danske sportspræstation  | Zulu Awards (TV 2 Zulu)                               |                                                                                               |         |
| 2012 | Årets danske sportspræstation  | Zulu Awards (TV 2 Zulu)                               | For at have vundet VM-sølv                                                                    |         |
| 2017 | B.T. Guld                      | B.T.                                                  | For at have vundet OL-guld for første gang                                                    | [ 38 ]  |
| 2023 | Årets Sportsnavn               | Danmarks Idrætsforbund, Team Danmark og Salling Group | Første nation til at blive verdensmestre tre gange i træk ved VM 2023                         | [ 100 ] |
| 2024 | "Best Male Team of Paris 2024" | Association of National Olympic Committees (ANOC)     | For at have været det bedste mandlige hold på tværs af alle sportsgrene under OL i Paris 2024 | [ 71 ]  |

## Kampoversigt
Følgende er en oversigt over afholdte kampe gennem de seneste 12 måneder, samt fremtidige planlagte kampe.
      Vundet
      Uafgjort
      Tabt
      Kommende

### 2024
| 11. januar 2024 EHF’s Europamesterskab Indledende gruppespil | Danmark | 23–14   | Tjekkiet | München, Tyskland                                                                 |
| 20:30 CEST                                                   |         | Rapport |          | Stadion: Olympiahalle, München Tilskuere: 11.615 Dommer: K. Gasmi, R. Gasmi (FRA) |

| 13. januar 2024 EHF’s Europamesterskab Indledende gruppespil | Grækenland | 28–40   | Danmark | München, Tyskland                                                            |
| 20:30 CEST                                                   |            | Rapport |         | Stadion: Olympiahalle, München Tilskuere: 12.128 Dommer: Merz, Kuttler (GER) |

| 15. januar 2024 EHF’s Europamesterskab Indledende gruppespil | Danmark | 37–27   | Portugal | München, Tyskland                                                             |
| 20:30 CEST                                                   |         | Rapport |          | Stadion: Olympiahalle, München Tilskuere: 12.128 Dommer: Brunner, Salah (SUI) |

| 17. januar 2024 EHF’s Europamesterskab Mellemrunde | Danmark | 39–27   | Holland | Hamborg, Tyskland                                                                                 |
| 18:00 CEST                                         |         | Rapport |         | Stadion: Barclaycard Arena, Hamborg Tilskuere: 9.568 Dommer: C. Bonaventura, J. Bonaventura (FRA) |

| 19. januar 2024 EHF’s Europamesterskab Mellemrunde | Danmark | 28–27   | Sverige | Hamborg, Tyskland                                                                    |
| 20:30 CEST                                         |         | Rapport |         | Stadion: Barclaycard Arena, Hamborg Tilskuere: 13.376 Dommer: Horáček, Novotný (CZE) |

| 21. januar 2024 EHF’s Europamesterskab Mellemrunde | Norge | 23–29   | Danmark | Hamborg, Tyskland                                                                 |
| 20:30 CEST                                         |       | Rapport |         | Stadion: Barclaycard Arena, Hamborg Tilskuere: 13.376 Dommer: Marín, García (ESP) |

| 23. januar 2024 EHF’s Europamesterskab Mellemrunde | Slovenien | 28–25   | Danmark | Hamborg, Tyskland                                                                      |
| 18:00 CEST                                         |           | Rapport |         | Stadion: Barclaycard Arena, Hamborg Tilskuere: 9.016 Dommer: Kurtagic, Wetterwik (SWE) |

| 26. januar 2024 EHF’s Europamesterskab Semifinale | Tyskland | 26–29   | Danmark | Köln, Tyskland                                                        |
| 20:30 CEST                                        |          | Rapport |         | Stadion: Lanxess Arena, Köln Tilskuere: 19.750 Dommer: Lah, Sok (SLO) |

| 28. januar 2024 EHF’s Europamesterskab Finale | Frankrig | 33–31   | Danmark | Köln, Tyskland                                                             |
| 17:45 CEST                                    |          | Rapport |         | Stadion: Lanxess Arena, Köln Tilskuere: 19.750 Dommer: Marín, García (ESP) |

| 16. marts 2024 Testkamp | Danmark | 30–25 | Schweiz | Aarhus, Danmark                        |
| 15:00 CEST              |         |       |         | Stadion: Djurslands Bank Arena, Aarhus |

| 11. maj 2024 Gjensidige Cup | Norge | 36–36   | Danmark | Oslo, Norge                                 |
| 16:15 CEST                  |       | Rapport |         | Stadion: Jordal Amfi, Oslo Tilskuere: 4.031 |

| 12. maj 2024 Gjensidige Cup | Danmark | 37–22   | Kroatien | Oslo, Norge                                                           |
| 14:15 CEST                  |         | Rapport |          | Stadion: Jordal Amfi, Oslo Tilskuere: 995 Dommer: Kleven, Jørum (NOR) |

| 16. juli 2024 Testkamp (OL) | Danmark | 34–24 | Argentina | Hillerød, Danmark                               |
| 20:30 CEST                  |         |       |           | Stadion: Royal Stage, Hillerød Tilskuere: 3.000 |

| 18. juli 2024 Testkamp (OL) | Danmark | 34–20 | Argentina | Hillerød, Danmark                               |
| 21:10 CEST                  |         |       |           | Stadion: Royal Stage, Hillerød Tilskuere: 3.000 |

| 27. juli 2024 OL 2024 Paris Indledende gruppespil B | Danmark | 37–29   | Frankrig | Paris, Frankrig                                                                      |
| 21:00 CEST                                          |         | Rapport |          | Stadion: South Paris Arena 6, Paris Tilskuere: 5.739 Dommer: Schulze, Toennies (GER) |

| 29. juli 2024 OL 2024 Paris Indledende gruppespil B | Egypten | 27–30   | Danmark | Paris, Frankrig                                                             |
| 14:00 CEST                                          |         | Rapport |         | Stadion: South Paris Arena 6, Paris Tilskuere: 5.764 Dommer: Lah, Sok (SLO) |

| 31. juli 2024 OL 2024 Paris Indledende gruppespil B | Danmark | 38–27   | Argentina | Paris, Frankrig                                                                     |
| 21:00 CEST                                          |         | Rapport |           | Stadion: South Paris Arena 6, Paris Tilskuere: 5.780 Dommer: Belkhiri, Hamidi (ALG) |

| 2. august 2024 OL 2024 Paris Indledende gruppespil B | Ungarn | 25–28   | Danmark | Paris, Frankrig                                                                  |
| 09:00 CEST                                           |        | Rapport |         | Stadion: South Paris Arena 6, Paris Tilskuere: 5.764 Dommer: Marín, García (ESP) |

| 4. august 2024 OL 2024 Paris Indledende gruppespil B | Danmark | 32–25   | Norge | Paris, Frankrig                                                                       |
| 19:00 CEST                                           |         | Rapport |       | Stadion: South Paris Arena 6, Paris Tilskuere: 5.723 Dommer: Nachevski, Nikolov (MKD) |

| 7. august 2024 OL 2024 Paris Kvartfinale | Danmark | 32–31   | Sverige | Lille, Frankrig                                                                                      |
| 17:30 CEST                               |         | Rapport |         | Stadion: Pierre Mauroy Stadium, Lille Tilskuere: 26.449 Dommer: C. Bonaventura, J. Bonaventura (FRA) |

| 9. august 2024 OL 2024 Paris Semifinale | Slovenien | 30–31   | Danmark | Lille, Frankrig                                                                        |
| 21:30 CEST                              |           | Rapport |         | Stadion: Pierre Mauroy Stadium, Lille Tilskuere: 22.329 Dommer: Horacek, Novotny (CZE) |

| 11. august 2024 OL 2024 Paris Finale | Tyskland | 26–39   | Danmark | Lille, Frankrig                                                                |
| 13:30 CEST                           |          | Rapport |         | Stadion: Pierre Mauroy Stadium, Lille Tilskuere: 27.328 Dommer: Lah, Sok (SLO) |

| 6. november 2024 EHF Euro Cup | Danmark | 32-27 | Norge | Herning, Danmark                   |
| 21:00 CEST                    |         |       |       | Stadion: Jyske Bank Boxen, Herning |

| 10. november 2024 EHF Euro Cup | Sverige | 29-33 | Danmark | Linköping, Sverige                   |
| 16:00 CEST                     |         |       |         | Stadion: SAAB Arena Tilskuere: 6.676 |

### 2025
| 9. januar 2025 Testkamp | Danmark | 33-17   | Bahrain | København, Danmark                              |
| 21:00 CEST              |         | Rapport |         | Stadion: Royal Arena, København Tilskuere: 4743 |

| 10. januar 2025 Testkamp | Bahrain | 20-39   | Danmark | København, Danmark                              |
| 17:30 CEST               |         | Rapport |         | Stadion: Royal Arena, København Tilskuere: 9822 |

| 14. januar 2025 IHFs Verdensmesterskab Gruppespil B | Danmark | 47-22   | Algeriet | Herning, Danmark                                                                     |
| 20:30 CEST                                          |         | Rapport |          | Stadion: Jyske Bank Boxen, Herning Tilskuere: 12.397 Dommer: Mikelič, Paradina (CRO) |

| 16. januar 2025 IHFs Verdensmesterskab Gruppespil B | Tunesien | 21-32   | Danmark | Herning, Danmark                                                                         |
| 20:30 CEST                                          |          | Rapport |         | Stadion: Jyske Bank Boxen, Herning Tilskuere: 13.697 Dommer: Pavićević, Ražnatović (MNE) |

| 18. januar 2025 IHFs Verdensmesterskab Gruppespil B | Danmark | 39-20   | Italien | Herning, Danmark                                                                 |
| 20:30 CEST                                          |         | Rapport |         | Stadion: Jyske Bank Boxen, Herning Tilskuere: 10.824 Dommer: Grillo, Lenci (ARG) |

| 21. januar 2025 IHFs Verdensmesterskab Mellemrunde | Danmark | 40-30   | Tyskland | Herning, Danmark                                                                      |
| 20:30 CEST                                         |         | Rapport |          | Stadion: Jyske Bank Boxen, Herning Tilskuere: 14.466 Dommer: Nachevski, Nikolov (MKD) |

| 23. januar 2025 IHFs Verdensmesterskab Mellemrunde | Danmark | 39-28   | Schweiz | Herning, Danmark                                                                 |
| 20:30 CEST                                         |         | Rapport |         | Stadion: Jyske Bank Boxen, Herning Tilskuere: 14.644 Dommer: Grillo, Lenci (ARG) |

| 25. januar 2025 IHFs Verdensmesterskab Mellemrunde | Tjekkiet | 22–28   | Danmark | Herning, Danmark                                                                     |
| 18:00 CEST                                         |          | Rapport |         | Stadion: Jyske Bank Boxen, Herning Tilskuere: 14.773 Dommer: Jovandić, Sekulić (SRB) |

| 29. januar 2025 IHFs Verdensmesterskab Kvartfinale | Danmark | 33-21   | Brasilien | Oslo, Norge                                                           |
| 17:30 CEST                                         |         | Rapport |           | Stadion: Unity Arena, Bærum Tilskuere: 5.922 Dommer: Bíró, Kiss (HUN) |

| 31. januar 2025 IHFs Verdensmesterskab Semifinale | Danmark | 40-27   | Portugal | Oslo, Norge                                                         |
| 20:30 CEST                                        |         | Rapport |          | Stadion: Unity Arena, Bærum Tilskuere: 8.448 Dommer: Lah, Sok (SLO) |

| 2. februar 2025 IHFs Verdensmesterskab Finale | Kroatien | 26 - 32 | Danmark | Oslo, Norge                 |
| 18:00 CEST                                    |          |         |         | Stadion: Unity Arena, Bærum |

| 12. marts 2025 EHF Euro Cup | Frankrig | 33-32 | Danmark | Lyon, Frankrig                              |
| 20:45 CEST                  |          |       |         | Stadion: LDLC Arena, Lyon Tilskuere: 10.489 |

| 15. marts 2025 EHF Euro Cup | Danmark | 38-40 | Frankrig | Kolding, Danmark                        |
| 16:00 CEST                  |         |       |          | Stadion: Sydbank Arena Tilskuere: 5.000 |

| 7. maj 2025 EHF Euro Cup | Norge |  | Danmark |  |
| 20:00 CEST               |       |  |         |  |

| 11. maj 2025 EHF Euro Cup | Danmark |  | Sverige |  |
| 20:00 CEST                |         |  |         |  |

## Referenceliste
1. ↑  Handball - Men's World Championship : all-time statistics (engelsk)
2. ↑  "Men's World Championship: Event statistics". The-Sports.org. Hentet 2013-01-27.
3. ↑  Dansk Håndbold, Landshold, danskhaandbold.dk, hentet 2. februar 2024
4. ↑   Info Média Conseil, Handball – Mens’s Olympic Games – Final round – 2016 – Detailed results, the-sports. org, hentet 4. februar 2024
5. 1 2 3   Info Média Conseil, Handball – Mens’s Olympic Games – Final round – 2021 – Detailed results, the-sports. org, hentet 4. februar 2024
6. 1 2 3  Info Média Conseil, Handball – Men’s World Championship 2019 – Home, the-sports. org, hentet 4. februar 2024
7. 1 2 3  Info Média Conseil, Handball – Men’s World Championship 2021 – Home, the-sports. org, hentet 4. februar 2024
8. 1 2 3  Info Média Conseil, Handball – Men’s World Championship 2023 – Home, the-sports.org, hentet 4. februar 2024
9. 1 2 3  Info Média Conseil, Handball – Men’s European Championship 2008 – Home, the-sports. org, hentet 4. februar 2024
10. 1 2  Info Média Conseil, Handball – Men’s European Championship 2012 – Home, the-sports. org, hentet 4. februar 2024
11. ↑  Jacobsen, Henrik Braad (2. februar 2025), "To spillere fortryllede arenaen da Danmark satte VM-skabet på plads", Politiken, hentet 3. februar 2025
12. ↑  Kargo, Frederik Josephsen (11. august 2024), Danmark vinder OL-guld efter magtdemonstration, tv2.dk, hentet 7. oktober 2024
13. ↑  "Dansk håndbolds historie". Danmarks håndboldforbund. dhf.dk. 2008-04-15. Arkiveret fra originalen 13. juli 2012. Hentet 2012-05-10.
14. ↑  Info Média Conseil, Handball – Men’s World Championship 1967 – Home, the-sports. org, hentet 4. februar 2024
15. ↑  Info Média Conseil, Handball – Men’s European Championship 2002 – Home, the-sports. org, hentet 4. februar 2024
16. ↑  Info Média Conseil, Handball – Men’s European Championship 2004 – Home, the-sports. org, hentet 4. februar 2024
17. ↑  Info Média Conseil, Handball – Men’s World Championship 2005 – Home, the-sports.org, hentet 4. februar 2024
18. ↑  Info Média Conseil, Handball – Men’s European Championship 2006 – Home, the-sports. org, hentet 4. februar 2024
19. ↑  Info Média Conseil, Handball – Denmark – Results –  2007, the-sports. org, hentet 4. februar 2024
20. ↑  Info Média Conseil, Handball – Men’s World Championship – Final Round – 2011 – Detailed results, the-sports. org, hentet 4. februar 2024
21. ↑  Info Média Conseil, Handball – Men’s World Championship – Final Round – 2013 – Detailed results, the-sports. org, hentet 4. februar 2024
22. 1 2 3 4 5  vejen til OL håndbold 2016
23. ↑  Brasilien driller danske håndboldherrer i OL-test
24. ↑  Disse 14 skal sikre dansk OL-medalje i håndbold | Håndbold | DR
25. 1 2  Håndboldherrerne får solid OL-start - knuser Argentina i anden halvleg
26. ↑  Danmark kører Tunesien over - OL-kvartfinalen næsten i hus
27. ↑  Vanvittig afslutning: Mikkel Hansen sender Danmark i kvartfinalen i sidste sekund
28. ↑  Håndboldherrerne skuffer mod Kroatien
29. ↑  https://sport.tv2.dk/haandbold/2016-08-15-franske-ol-mestre-slog-danmark-kampen-minut-for-minut
30. 1 2 3 4  Slovenien blev kørt over: Danmark er sikkert i OL-semifinalen
31. ↑  En på nat-kassen: Håndboldherrerne slog Polen | tvSyd
32. ↑  https://sport.tv2.dk/haandbold/2016-08-20-minut-for-minut-saadan-vandt-danmark-semifinalegyseren
33. ↑  Efter skuffelse på skuffelse: Nu er OL-forbandelsen endelig brudt
34. ↑  Danmark er olympisk mester: Se finalesejren på 99 sekunder
35. ↑  Danmark slår Frankrig i OL-finalen og vinder historisk guld
36. ↑  Dansk dominans: Her er OL's All Star-hold
37. 1 2  Ipsen, Christian (6. marts 2017), Gudmundur Gudmundsson stopper med øjeblikkelig virkning, tv2.dk, hentet 7. oktober 2024
38. 1 2 3  Drengene snød pigerne: Håndboldherrerne vinder BT Guld | BT Håndbold - www.bt.dk
39. ↑  Håndboldherrer får perfekt optakt til VM med kæmpe sejr | Herrelandsholdet | DR
40. ↑  https://sport.tv2.dk/haandbold/2017-01-08-minut-for-minut-danmark-knuser-modstander-i-sidste-vm-test
41. ↑  Kevin Møller og Simon Hald bliver siet fra VM-trup | VM herrer | DR
42. ↑  DanskHåndbold
43. ↑  Reservernes aften i ligegyldig og rodet dansk VM-sejr
44. 1 2 3  Værste VM-resultat i 12 år: Danmark flopper og er færdig i Frankrig
45. ↑  Roth, Christopher (6. marts 2024), Nikolaj Jacobsen overtager landsholdet nu: - Jeg havde ikke set den komme, tv2.dk, hentet 7. oktober 2024
46. ↑  Ipsen, Christian (2. december 2016), Officielt: Dansk succestræner efterfølger Gudmundsson, tv2.dk, hentet 7. oktober 2024
47. ↑  Hansen, Jeppe Lykke (2. december 2016), Tidligere GOG-spiller ny landstræner, tv2fyn.dk, hentet 7. oktober 2024
48. ↑  EM-kvalifikation: Revanche mod Ungarn, tv2.dk, 3. maj 2017, hentet 7. oktober 2024
49. ↑  Asferg, Mikkel (7. maj 2017), Jacobsen efter storsejr: - Vi har nået vores første mål, tv2.dk, hentet 7. oktober 2024
50. ↑  Kampsøgning, danskhåndbold.dk, hentet 7. oktober 2024
51. ↑  "Danmark fejrer EM-kvalifikation med ydmygelse af miniputter", BT, 18. juni 2017, hentet 7. oktober 2024
52. ↑  Info Média Conseil, Handball – Mens’s World Championship – Final Round – 2019 – Detailed results, the-sports. org, hentet 4. februar 2024
53. ↑  Info Média Conseil, Handball – Mens’s World Championship – Final Round – 2021 – Detailed results, the-sports. org, hentet 4. februar 2024
54. ↑  Info Média Conseil, Handball – Mens’s World Championship – Final Round – 2023 – Detailed results, the-sports. org, hentet 4. februar 2024
55. ↑  Info Média Conseil, Handball – Men’s European Championship 2022 – Home, the-sports. org, hentet 4. februar 2024
56. ↑  Info Média Conseil, Handball – Men’s European Championship 2024 – Home, the-sports. org, hentet 4. februar 2024
57. ↑  Info Média Conseil, Handball – Denmark. Denmark – Results 2022, the-sports. org, hentet 4. februar 2024
58. ↑  Info Média Conseil, Handball – Denmark. Denmark – Results 2024, the-sports. org, hentet 4. februar 2024
59. ↑  https://sport.tv2.dk/haandbold/2021-05-04-nikolaj-jacobsen-forlaenger
60. ↑  https://jyllands-posten.dk/sport/handbold/ECE15706490/nikolaj-jacobsen-forlaenger-kontrakt-til-2030/
61. ↑  Selmann, Philip (10. juni 2024), Mikkel Hansen er udtaget til OL-truppen, men seks spillere skal skæres fra, dr.dk, hentet 7. oktober 2024
62. ↑  Jørgensen, Sarah Munk (9. juli 2024), Skadet Mads Hoxer udgår af OL-truppen, danskhaandbold.dk, hentet 7. oktober 2024
63. ↑  Danske håndboldmænd knuser Argentina i sidste OL-test, flashscore.dk, Ritzau, 18. juli 2024, hentet 7. oktober 2024
64. ↑  Juulsager, Jens Jacob (16. april 2024), Håndboldherrerne i OL-gruppe med de franske værter, danskhåndbold.dk, hentet 7. oktober 2024
65. ↑  Zeuner, Frederik (27. juli 2024), OL-håndbold (m): Danmark - Frankrig, tv2.dk, hentet 7. oktober 2024
66. ↑  Ravn, Oliver Bilberg (2. august 2024), Danmark slår Ungarn og er ubesejret, dr.dk, hentet 7. oktober 2024
67. ↑  "Danmark besejrer Sverige i tæt OL-kvartfinale", Flensborg Avis, Ritzau, 7. august 2024, hentet 7. oktober 2024
68. ↑  Jersild, August Olaf (9. august 2024), Danmark slår Slovenien efter stort drama og er i OL-finalen, dr.dk, hentet 7. oktober 2024
69. ↑  Carstens, Emil Schøler (11. august 2024), Danmark smadrede rekorden for den største sejr i en OL-finale, dr.dk, hentet 7. oktober 2024
70. ↑  Men's All-Star Team revealed, ihf.info, 11. august 2024, hentet 7. oktober 2024
71. 1 2  Europe shines as ANOC Awards 2024 celebrate the best of Paris 2024 – The European Olympic Committees
72. ↑  Håndboldlandsholdet vinder stor olympisk titel | SE og HØR
73. ↑  Nikolaj Jacobsen udtager første trup efter OL-triumfen | Håndbold.dk
74. ↑  Ny anførerduo i front for Håndboldherrerne | Håndbold.dk
75. ↑  Danmark vinder komfortabelt over Sverige
76. ↑  https://danskhaandbold.dk/nyheder/handboldherrernes-bruttotrup-til-vm-er-klar
77. ↑  https://danskhaandbold.dk/nyheder/staerk-trup-klar-til-vm-forsvaret
78. ↑  https://sport.tv2.dk/live/haandbold/2025-01-09-danmark-bahrain
79. ↑  https://www.dr.dk/sporten/haandbold/herrelandsholdet/glohede-gidsel-foerte-da-bahrain-fik-endnu-en-roeffel-i-royal
80. ↑  https://www.dr.dk/sporten/haandbold/vm/danmark-holder-legestue-og-scorer-47-maal-i-foerste-vm-kamp
81. ↑  https://danskhaandbold.dk/statistik/kampe/11683
82. ↑  https://danskhaandbold.dk/statistik/kampe/11684
83. ↑  https://danskhaandbold.dk/statistik/kampe/11685
84. ↑  https://danskhaandbold.dk/statistik/kampe/11686
85. ↑  https://danskhaandbold.dk/statistik/kampe/11687
86. ↑  https://danskhaandbold.dk/statistik/kampe/11688
87. ↑  https://sport.tv2.dk/haandbold/2025-01-29-gyldent-kvarter-sender-danmark-i-vm-semifinale
88. ↑  https://danskhaandbold.dk/statistik/kampe/11689
89. ↑  https://danskhaandbold.dk/statistik/kampe/11690
90. 1 2  https://sport.tv2.dk/haandbold/2025-02-02-vanvittige-danmark-vinder-vm-for-fjerde-gang-i-streg
91. 1 2 3  https://www.ihf.info/media-center/news/gidsel-named-mvp-2025-ihf-mens-world-championship-all-star-team-announced
92. ↑  https://sport.tv2.dk/haandbold/2025-02-02-danmark-fejres-paa-raadhuspladsen-her-er-programmet
93. ↑  https://www.bt.dk/haandbold/haandboldmaend-fejres-med-raadhuspandekager-efter-vm-guld
94. ↑  https://danskhaandbold.dk/nyheder/naesten-fuld-vm-trup-udtaget-til-marts-kampe-mod-frankrig
95. 1 2 3 4 5 6  ekstrabladet.dk 15 mål i en kamp. Hentet 2025-02-01.
96. ↑  https://politiken.dk/sport/OL/art10005078/Danmark-tager-yderst-komfortabel-sejr-mod-Argentina
97. ↑  https://sport.tv2.dk/haandbold/2018-04-07-lauges-vanvittige-maalshow-sikrer-dansk-sejr
98. ↑  https://jyllands-posten.dk/sport/handbold/ECE7405260/maalshow-af-lasse-svan/
99. ↑  Wilbeks drenge blev Årets Sportsnavn
100. ↑  OVERBLIK: Her er vinderne ved Sport 2023 | Sport | DR